# Уэлд (округ)
Уэлд (англ. Weld County) — округ в штате Колорадо, США. Является третьим по величине в штате.

## Описание
Округ Уэлд расположен в северной части штата, с севера граничит с Небраской и Вайомингом, с остальных сторон — с другими округами Колорадо. Назван в честь Льюиса Ледиярда Уэлда, первого Секретаря Территории Колорадо. Столица округа — Грили. В середине 2000-х годов быстро растущий город Торнтон из соседнего округа Адамс «вступил» на территорию округа Уэлд, и ныне он считается крупнейшим его городом. Открытые водные пространства занимают 75 км², что составляет 0,72% от общей площади округа в 10 416 км². Через округ проходят крупные автомагистрали I-25 и I-76.

## История
Округ Уэлд, один из 17 «первоначальных», был образован 1 ноября 1861 года и занимал тогда всю северо-восточную часть Колорадо. 9 февраля 1872 от Уэлда была отделена значительная восточная часть, ставшая округом Платте, однако ровно два года спустя новый округ был упразднён и Уэлд вернулся к своим первоначальным границам. В феврале 1887 года от Уэлда снова была отделена восточная часть (примерно половина площади), ставшая округами Логан и Вашингтон. 19 февраля 1889 года от оставшейся части Уэлда отделили юго-восточную часть (примерно четверть площади), которая стала округом Морган.

## Достопримечательности
- Национальное пастбище Пони (англ. Pawnee National Grassland)
- Форт Васкес (англ. Fort Vasquez)
- Парк Святого Врэйна (англ. St. Vrain State Park)

## Демография
Население
- 1870 год — 1636 жителей
- 1880 — 5646
- 1890 — 11 736
- 1900 — 16 808
- 1910 — 39 177
- 1920 — 54 059
- 1930 — 65 097
- 1940 — 63 747
- 1950 — 67 504
- 1960 — 72 344
- 1970 — 89 297
- 1980 — 123 438
- 1990 — 131 821
- 2000 — 180 936
- 2010 — 252 825[3]
- 2011 — 258 638[3]

Расовый состав
- белые — 81,7%
- афроамериканцы — 0,6%
- коренные американцы — 0,9%
- азиаты — 0,8%
- уроженцы Океании и Гавайев — 0,1%
- прочие расы — 13,2%
- две и более расы — 2,7%
- латиноамериканцы (любой расы) — 27,1%